# 達毅
達毅（1439年—？），字士弘，直隸鎮江府丹徒縣人，民籍，明朝政治人物。

## 生平
天順六年（1462年）壬午科應天鄉試第四十一名舉人，成化八年（1472年）中式壬辰科會試第三十二名，二甲第五十六名進士。官至戶部郎中。

## 家族
先祖為浙江處州人。曾祖達文；祖父達永定，教授；父達顯。